# Diplosolen harmelini
Diplosolen harmelini är en mossdjursart som beskrevs av Soule, Soule och Chaney 1995. Diplosolen harmelini ingår i släktet Diplosolen och familjen Diastoporidae. Inga underarter finns listade i Catalogue of Life.